# Nostoc
Nostoc (gelegentlich deutsch auch „Zitteralge“ genannt) ist eine Gattung von Cyanobakterien, die kugelige oder hautartige Kolonien aus langen, unverzweigten Zellschnüren in einer gelatinösen Hülle bilden. Sie enthalten im Zytoplasma grüne Farbstoffe und betreiben Photosynthese. Spezialisierte Heterocysten innerhalb der Zellketten sind für die Stickstoffbindung zuständig. Nostoc wurde von der Vereinigung für Allgemeine und Angewandte Mikrobiologie zur „Mikrobe des Jahres 2014“ gekürt.

## Etymologie
Der Name Nostoc wurde von Paracelsus geprägt. Es ist eine Kombination von Englisch nostril „Nasenloch“ und Deutsch Nasenloch, wahrscheinlich wegen der ähnlichen Erscheinung zu Nasensekret.

## Vorkommen
Es gibt Nostoc-Arten, die in Gewässern leben, zum Beispiel am Grund von Süßwasserteichen und Quellen (siehe etwa Teichpflaume). Sehr selten kommen sie auch in Salzwasser vor. Nostoc-Kolonien sind aber auch außerhalb von Gewässern anzutreffen, unter anderem auf Wegen und Steinen. In trockenem Zustand sind die Kolonien papierdünn. Durch Wasserzufuhr, etwa nach einem Regenschauer, quellen sie zu einer gallertartigen Masse auf. 
Viele Nostoc-Arten leben in Symbiose mit Pflanzen oder Pilzen. So kommen sie zum Beispiel als Phytobiont in Flechten vor. Des Weiteren können sie innerhalb des Wasserfarns Azolla und in Hornmoosen leben. Verschiedene Nostoc-Stämme leben in Symbiose mit Vertretern der tropischen Pflanzengattung Gunnera. Die Symbiosepartner profitieren dabei von der Fähigkeit der Cyanobakterien, atmosphärischen Stickstoff zu Ammonium zu reduzieren.

## Systematik

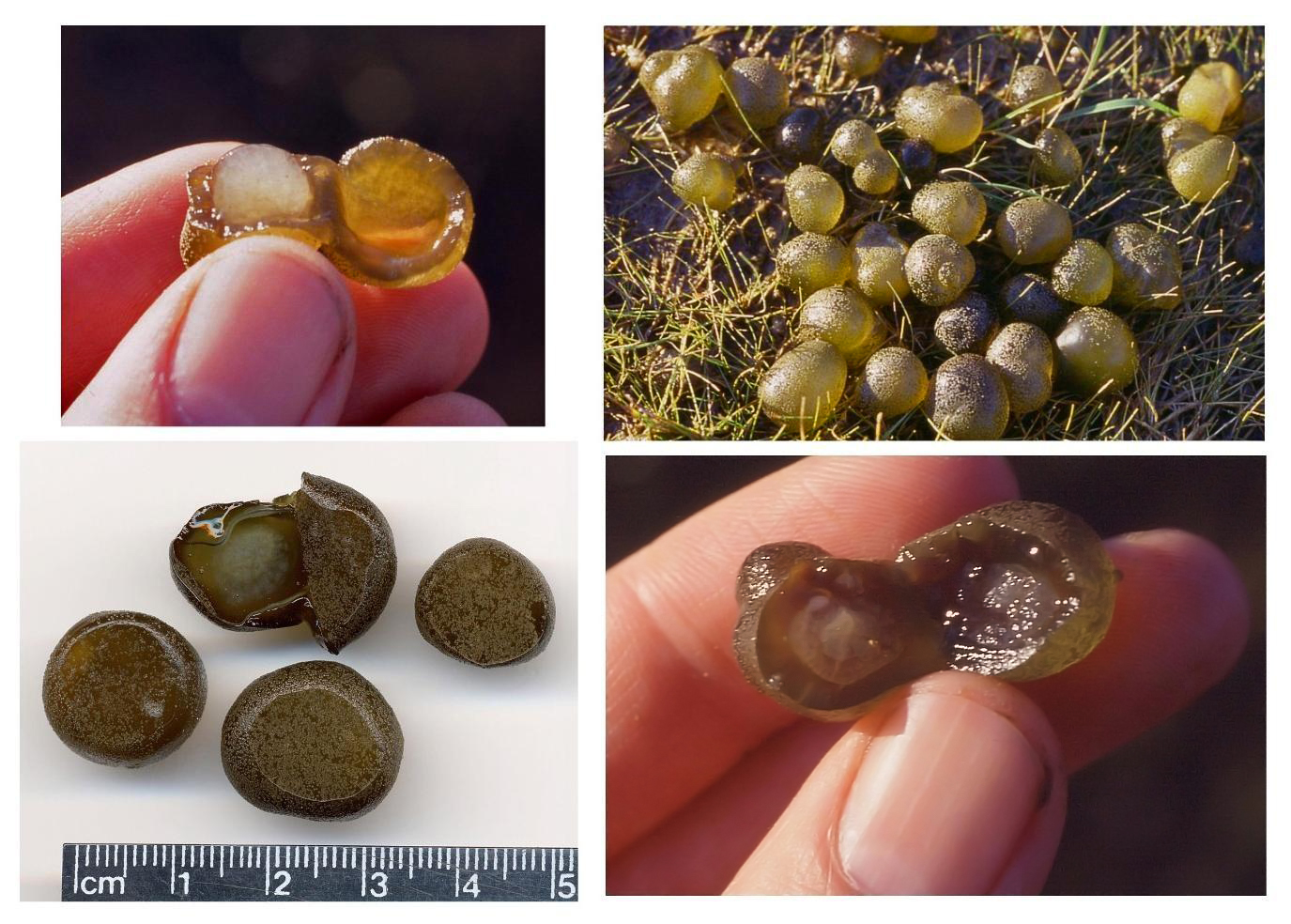
Teichpflaumen (Nostoc pruniforme)

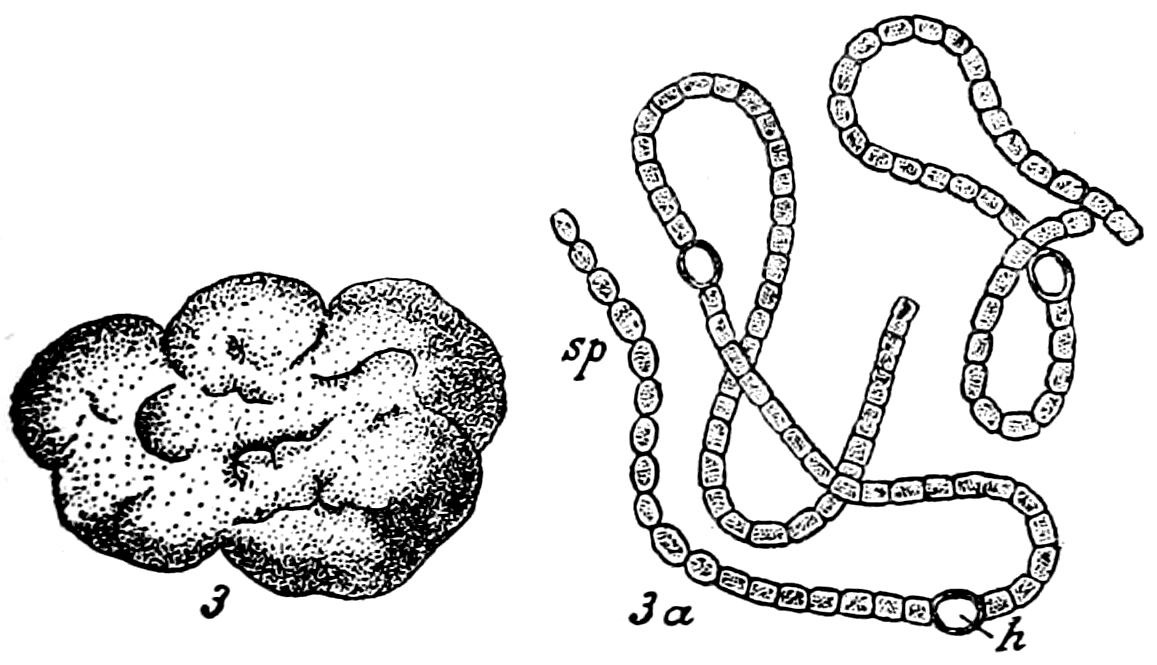
Nostoc verrucosum, links Kolonie, rechts zwei Ketten (Filamente); sp: Sporen, h: Heterocyste

Nostoc gehört zur Familie der Nostocaceae; hier eine Auswahl einiger Arten:
- Nostoc azollae
- Nostoc caeruleum
- Nostoc carneum
- Nostoc comminutum
- Nostoc commune – Engelsschnäutze[6] oder Sternschneuzer[7]
- Nostoc ellipsosporum
- Nostoc flagelliforme
- Nostoc linckia
- Nostoc longstaffi
- Nostoc microscopicum
- Nostoc paludosum
- Nostoc pruniforme – Teichpflaume
- Nostoc punctiforme
- Nostoc sphaericum
- Nostoc spongiaeforme
- Nostoc verrucosum
- Nostoc zetterstedtii

Verschiebungen:
- Nostoc muscorum → Desmonostoc muscorum[8] – Moos-Zitteralge[1]

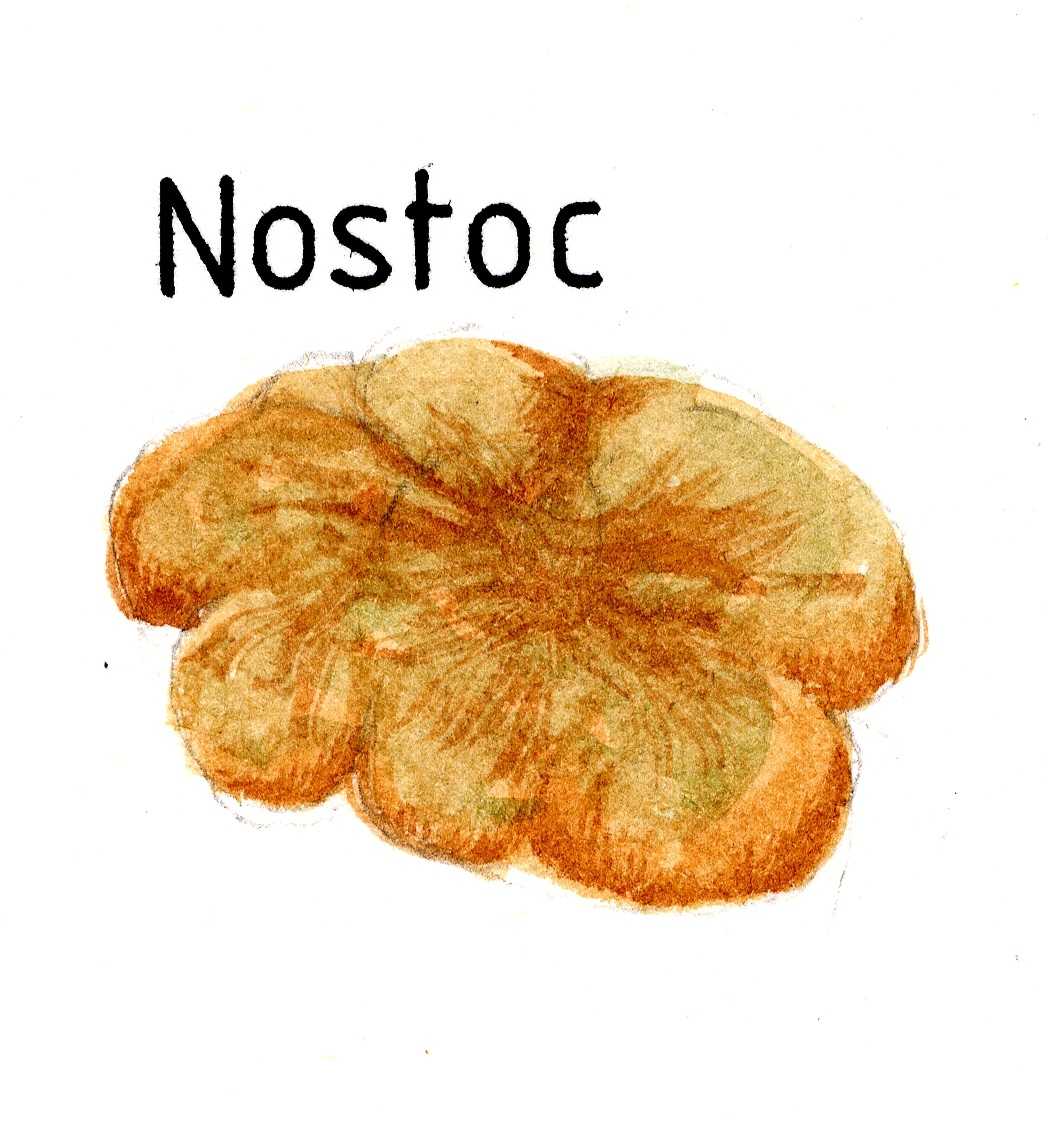
Illustration
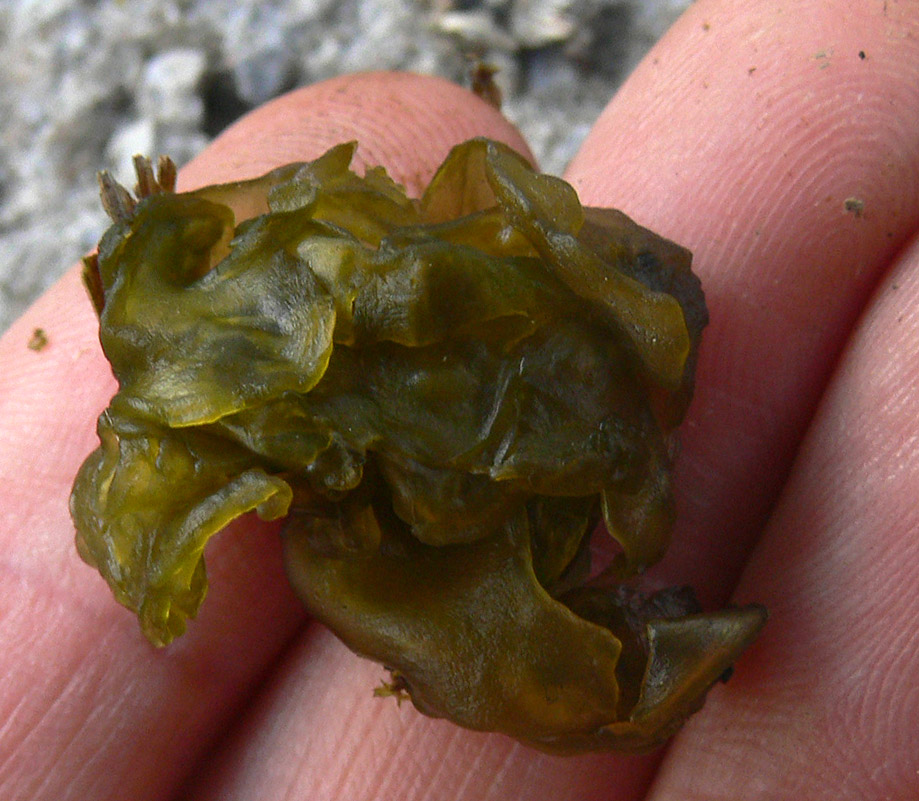
Nostoc sp.
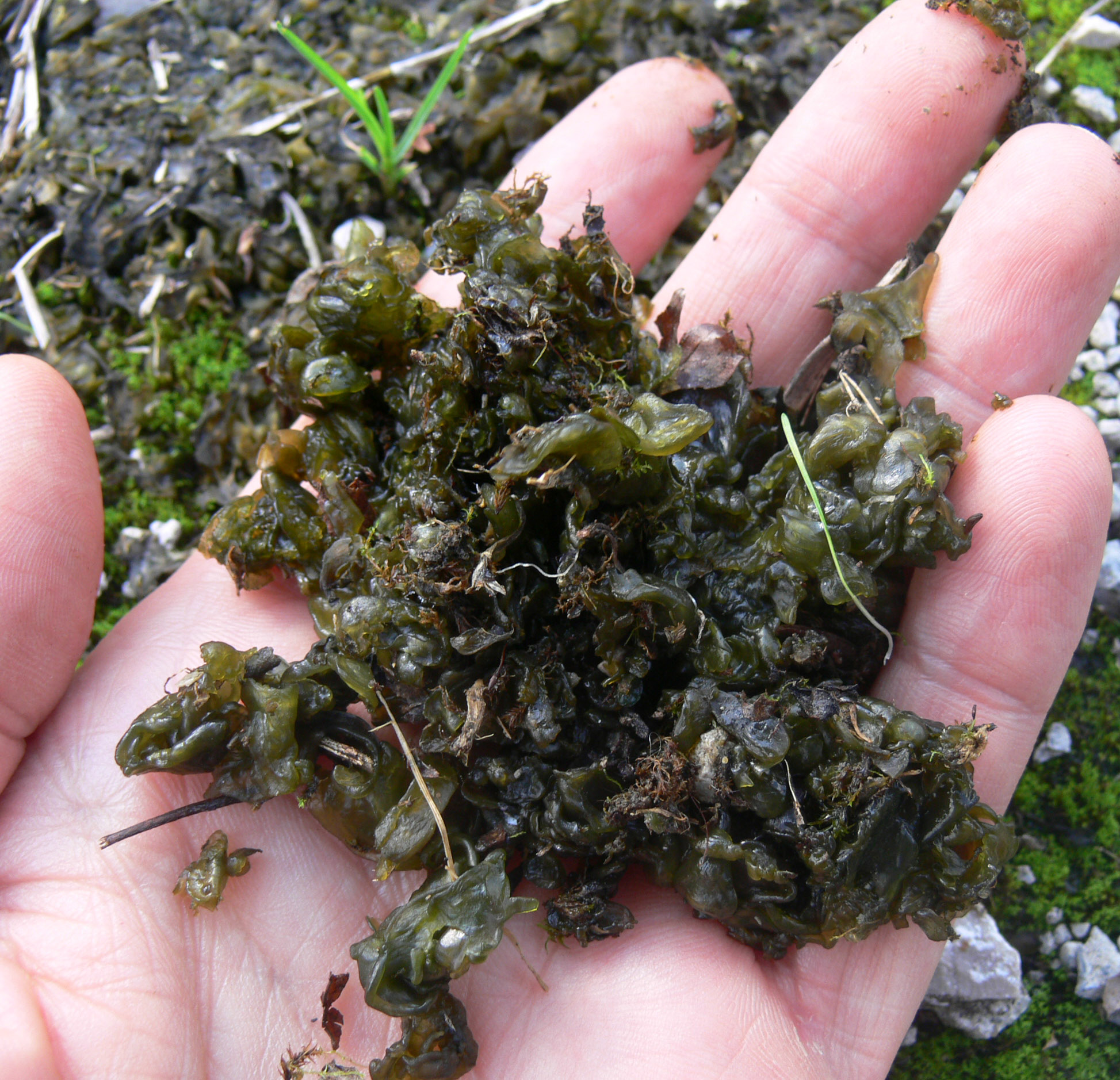
Nostoc sp.
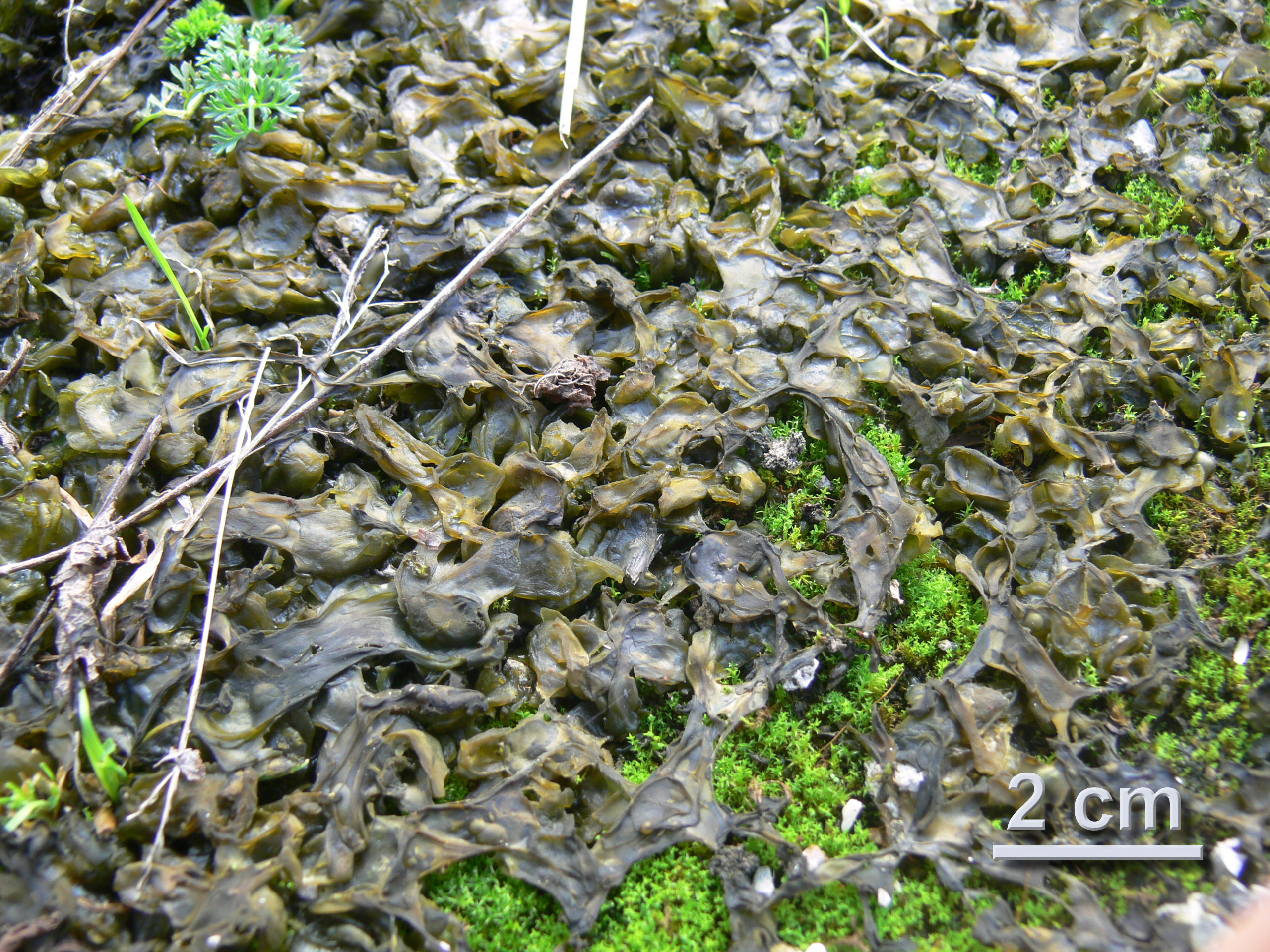
Nostoc sp.
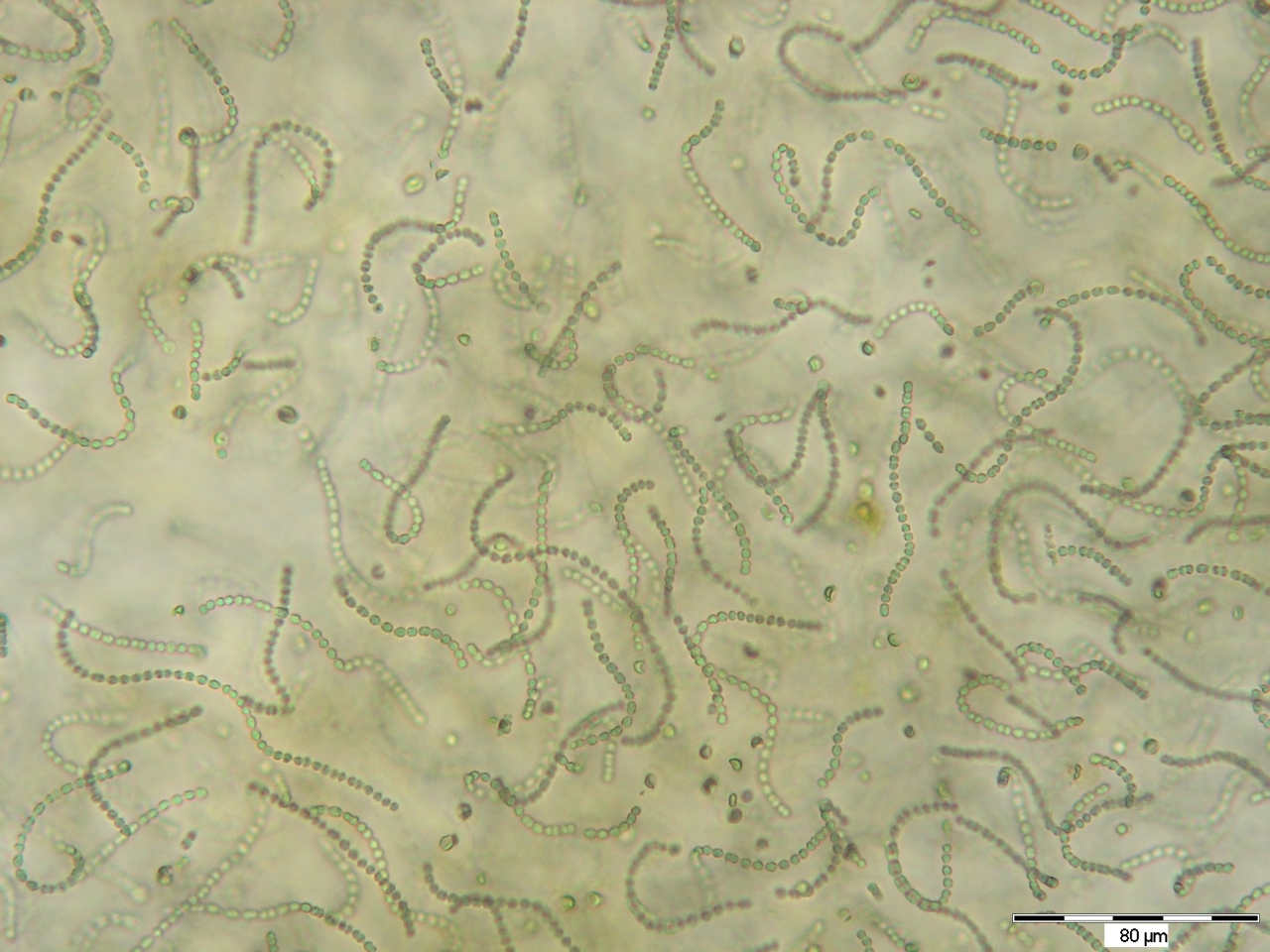
Nostoc sp., Zellfäden
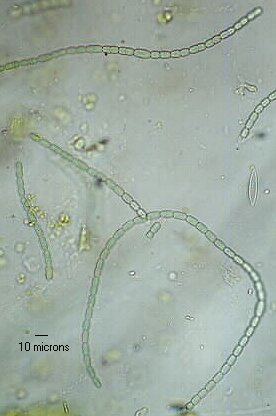
Nostoc azollae, Zellfäden
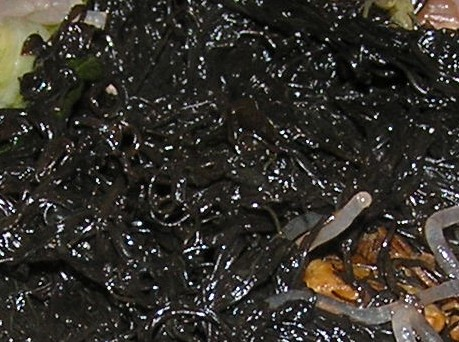
Nostoc flagelliforme („fat choy“)
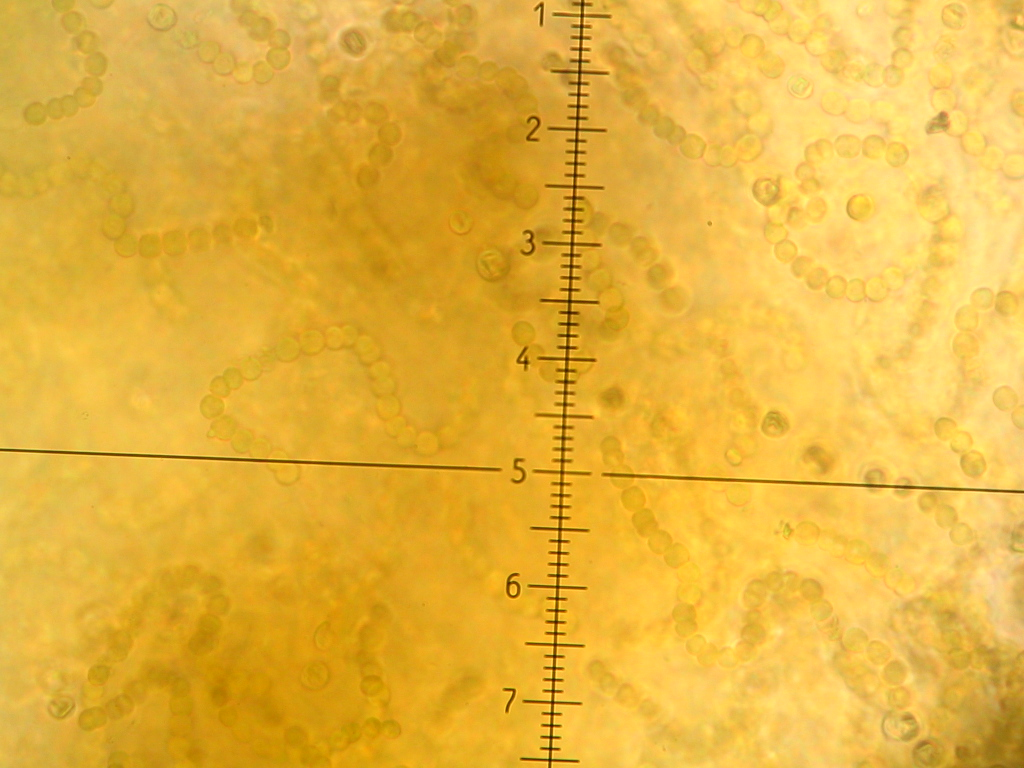
Nostoc flagelliforme, Zellfäden

## Geschichte

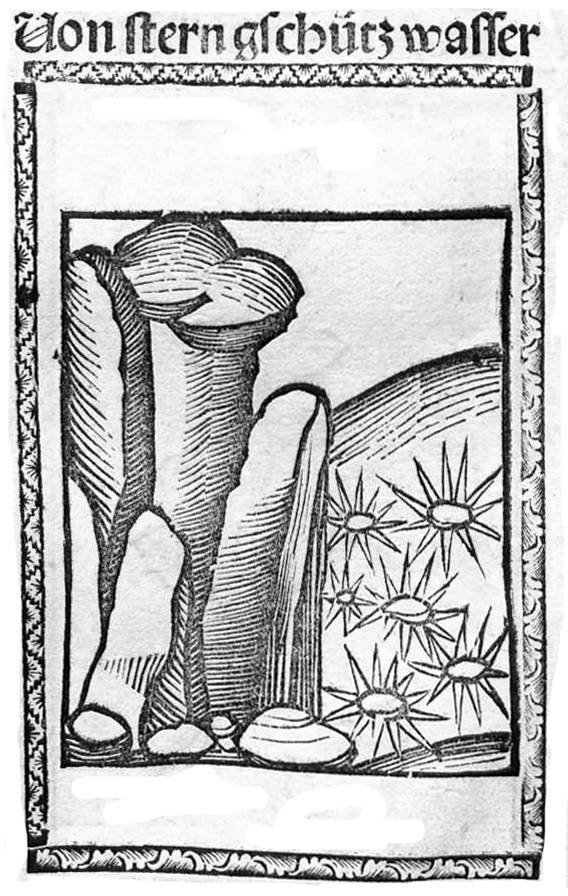
Abbildung von «Sterngeschütz» im Kleinen Destillierbuch

### Hieronymus Brunschwig
In der ersten Ausgabe (1500) seines Kleinen Destillierbuchs beschrieb Hieronymus Brunschwig «Sterngeschütz» als 
„... ein gewechß glich einer geſtanden galreyen oder ſultzen wachſen / glottern ligend vff eychnem holtz dz ab gehouwen iſt vnd fulen will. Des glichen ander holtz me vff den verlegenden alten ackern oder egerden do vil weckolter ſtond eyner grüenen farben ſchweben etwan vff dem erdtrich glich einer galrey.“
Das aus «Sterngeschütz» destillierte Wasser empfahl Brunschwig als besonders erprobtes Mittel zur äußerlichen Wundbehandlung. Hermann Fischer sah in Brunschwigs Beschreibung eine erste Erwähnung der Lohblüte und von Nostoc commune. In späteren Ausgaben des Kleinen Destillierbuchs wurde das Kapitel über Sterngeschütz ausgelassen.

### Paracelsus
Im 16. Jh. wurden Nostoc- und Fuligo-Arten als «Sterngeschoz» oder «Sterngeschütz» bezeichnet. Die Beobachtung, dass vor allem die Nostoc-Arten nach einem Gewitterregen aufquellen und plötzlich sichtbar werden, bewog Paracelsus zu der Interpretation, dass sie feurige Körper seien, die von den Sternen abgeworfen werden, und dass sie, sobald sie die Erde berühren, 
„... jrdiſch ſind vnd kein fewr mehr / ſondern ein ſultze vnd ein ſchleim / wie rott farben oder gelbfarben froschleich.“
Paracelsus gab diesen «Sterngeschützen» den Namen «Nostoch».

### China
Im 20. Jahrhundert wurden Nostoc-Arten von der chinesischen Landbevölkerung als Lebensmittel gesammelt und „Himmelsgemüse“ genannt. Zu den essbaren Nostoc-Arten gehören Nostoc flagelliforme, Nostoc commune, Nostoc ellipsosporum, Nostoc verrucosum und Teichpflaume (Nostoc pruniforme).